# Суков, Трофим Тихонович
Трофим Тихонович Суков (13 января 1924, с. Бершаково, Курская губерния — 24 июля 1948, с. Бершаково, Курская область) — старшина Советской Армии, участник Великой Отечественной войны, Герой Советского Союза (1945).

## Биография
Трофим Суков родился 13 января 1924 года в селе Бершаково (ныне — Шебекинский район Белгородской области). После окончания начальной школы работал в колхозе. В 1942 году Суков оказался в оккупации, после освобождения в феврале 1943 года он был призван на службу в Рабоче-крестьянскую Красную Армию. С июля того же года — на фронтах Великой Отечественной войны.
К январю 1945 года гвардии старший сержант Трофим Суков командовал орудием 235-го гвардейского истребительно-противотанкового артиллерийского полка 10-й гвардейской отдельной истребительно-противотанковой артиллерийской бригады 5-й гвардейской армии 1-го Украинского фронта. Отличился во время форсирования Одера. В ночь с 23 на 24 января 1945 года Суков одним из первых переправился через Одер в районе населённого пункта Эйхенрид к северу от Оппельна (ныне Golczowice, гмина Левин-Бжеский, Бжегский повят, Опольское воеводство, Польша) и принял активное участие в боях за захват и удержание плацдарма на его западном берегу, вместе со своим расчётом уничтожив 5 огневых точек и более 100 солдат и офицеров противника.
Указом Президиума Верховного Совета СССР от 10 апреля 1945 года за «мужество и героизм, проявленные при форсировании Одера» гвардии старший сержант Трофим Суков был удостоен высокого звания Героя Советского Союза с вручением ордена Ленина и медали «Золотая Звезда».
В 1946 году в звании старшины Суков был демобилизован. Проживал и работал трактористом в родном селе. Скоропостижно скончался 24 июля 1948 года от туберкулёза, похоронен в Бершаково на сельском кладбище. Лишь через 20 лет после войны, в 1965 году его торжественно перезахоронили на территории братской могилы села.
Был также награждён орденом Отечественной войны 1-й степени и двумя орденами Красной Звезды, рядом медалей.

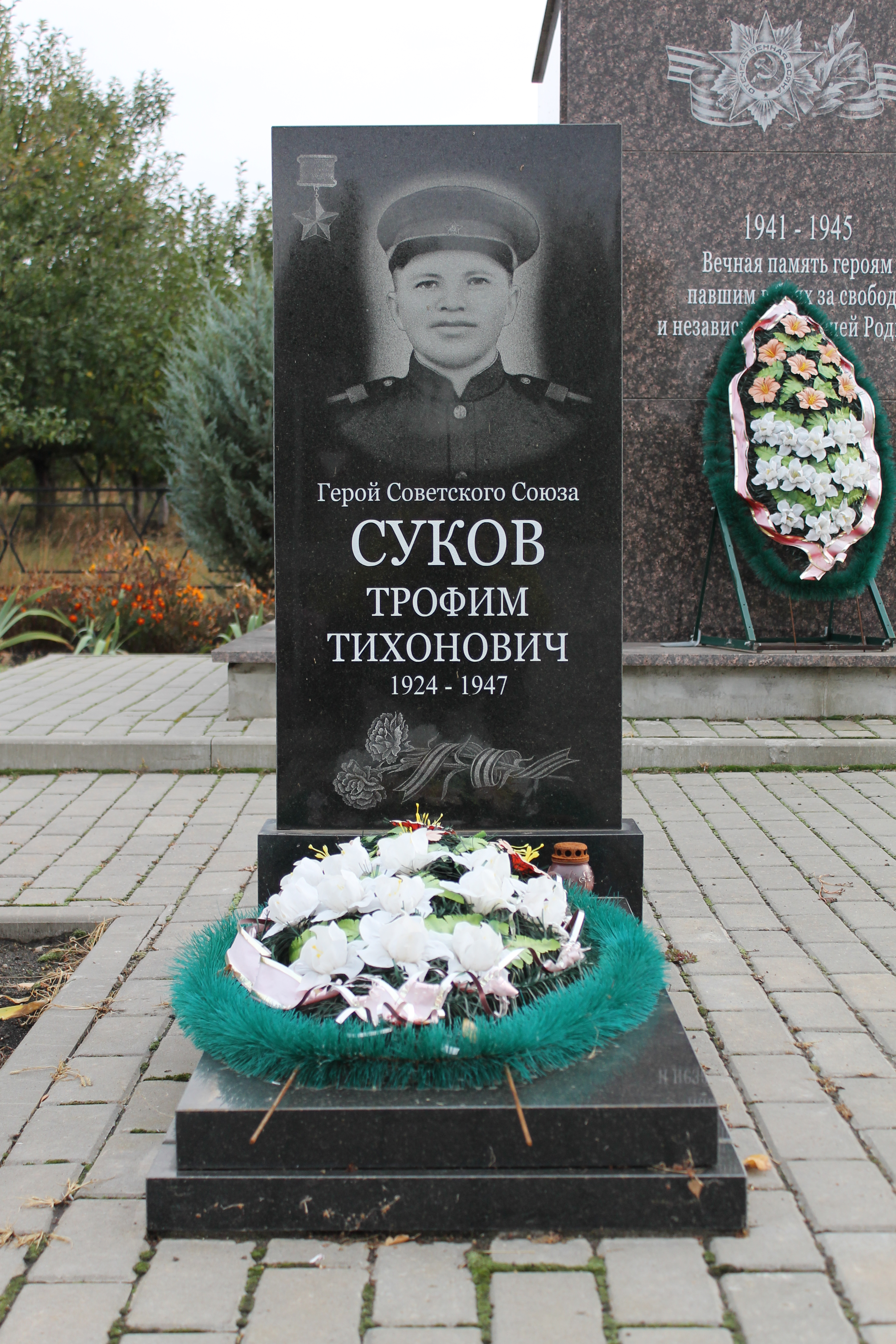
Трофим Тихонович пришёл с войны уже больным туберкулёзом и не прожил долгую жизнь. Изначально был похоронен отдельно на сельском кладбище, но когда узнали о его награде решили перезахоронить на территории братской могилы. На памятнике ошибка - он умер 24 июля 1948ого, а не 47ого